# Klaus Ebner

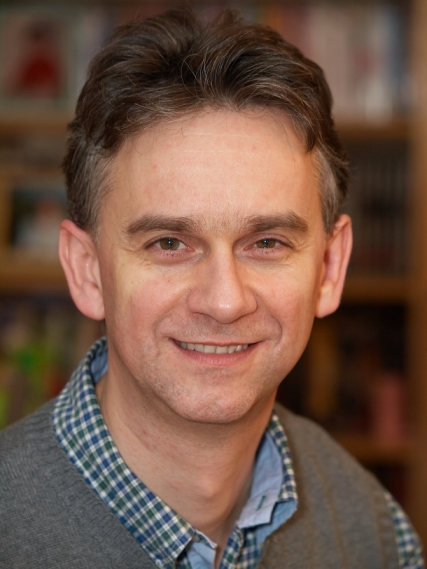
Klaus Ebner (2008)

Klaus Ebner (sinh ngày 8 tháng 8 năm 1964 tại Viên, Áo) là một nhà văn, nhà viết luận, nhà thơ và biên dịch viên người Áo. Xuất bản các bài báo và sách về chủ đề phần mềm máy tính từ 1989, Ebner bắt đầu viết về mảng văn chương giả tưởng trên các tạp chí từ thập niên 1980. Tập truyện ngắn đầu tiên của ông được in vào năm 2007. Ebner còn viết thơ bằng tiến Đức và tiếng Catalan, ngoài ra ông còn dịch các tác phẩm văn chương tiếng Pháp và Catalan sang tiếng Đức. Các đề tài ông thường đề cập đến bao gồm chủ nghĩa đa văn hóa và lòòng khoan dung, và trong nhiều bài luận ông bàn thảo về văn hóa Catalan. Ông là thành viên của nhiều hiệp hội nhà văn Áo, bao gồm cả Grazer Autorenversammlung.

## Cuộc đời
Klaus Ebner sinh ngày 8 tháng 8 năm 1964 tại Wien. Mẹ của ông, Ingeborg (sinh năm 1944), là một thợ làm tóc còn cha của ông, Walter (1939-1996), là một người bán hàng bán các sản phẩm ngành giải trí trong thập niên 1970 và sau đó. Ebner lớn lên trong một gia đình trung lưu ở quận thứ ba của Wien. Em gái ông sinh năm 1969. Một năm sau, gia đình họ chuyển đến quận 22 của Wien, một quận có hướng giai cấp công nhân hơn. Trong 8 năm, ông đã học phổ thông tại quận 2 giáp ranh ở Wien. Trải nghiệm viết lách của ông là vào giai đoạn này, lúc lên 12, ông đã viết một vở kịch ngắn và đã tập dượt với bạn học tại trường. Tuy nhiên, vở kịch này không bao giờ được diễn. Ông dành nhiều thời gian đọc các truyện khoa học giả tưởng và văn học thế giới. Ông cũng quan tâm ngôn ngữ và văn học.

## Tác phẩm
- Vermells/Shades of Red; Đỏ (trong Catalan), SetzeVents Editorial, Urús 2009, ISBN 978-84-92555-10-9
- Hominide/Tông Người; tiểu thuyết ngắn (tiếng Đức), FZA Verlag, Viên 2008, ISBN 978-3-9502299-7-4
- Auf der Kippe/On the brink; văn xuôi (tiếng Đức), Arovell Verlag, Gosau 2008, ISBN 978-3-902547-67-5
- Lose/Destinies; truyện ngắn (tiếng Đức), Edition Nove, Neckenmarkt 2007, ISBN 978-3-85251-197-9

## Giải thưởng văn học
- 2008 Arbeitsstipendium - trợ cấp cho văn học của chính phủ của Áo
- 2007 Wiener Werkstattpreis - giải thưởng văn học
- 2007 Reisestipendium - trợ cấp cho văn học của chính phủ của Áo
- 2007 Premio Internazionale di Poesia Nosside - nhắc đến của một bài thơ, Reggio Calabria
- 2005 Feldkircher Lyrikpreis - thơ giải thưởng (thứ tư)
- 2004 La Catalana de Lletres 2004 nhắc đến của một bài thơ, Barcelona